# Лига Тичино
Лига Тичино (итал. Lega dei Ticinesi) — изоляционистская, ультраправая консервативная политическая партия Швейцарии, действующая в кантоне Тичино.
Партия была основана предпринимателем и бывшим радикальным демократом Джулиано Биньяской и журналистом Флавио Масполи.
Лига выступает против присоединения к Европейскому союзу и за жёсткую политику предоставления убежища. Особой мишенью для партии являются федеральные служащие в Берне, которые, по мнению партии, недостаточно учитывают интересы кантона Тичино.
С 1991 года партия была представлена в Национальном совете, а также имела пять членов в составе кантонального парламента Тичино. После первоначального быстрого успеха в родном кантоне, дальнейший рост популярности замедлился. Сейчас в Национальном совете партию представляет старший брат основателя Лиги Аттилио Биньяска.
В 2005 году партия имела 0,5 % мест в швейцарских кантональных парламентах и 0,9 % мест в кантональных правительствах. На последних парламентских выборах, 22 октября 2007 года Лига Тичино получила 0,5 % голосов избирателей и 1 из 200 мест в Национальном совете.
Партия имеет связи с региональной и федералистской итальянской партией Лига Севера.